# Камьенка (район Гуменне)
Камьенка (словац. Kamienka) — село и одноимённая община в районе Гуменне Прешовского края Словакии. В письменных источниках начинает упоминаться с 1451 года.

## География
Село расположено в юго-восточной части края, на северо-западных склонах Вигорлат, в долине реки Каменица, при автодороге 3835. Абсолютная высота — 233 метра над уровнем моря. Площадь муниципалитета составляет 5,4 км².

## Население
| Год:                | 1994 | 2004     | 2014    | 2024    |
| ------------------- | ---- | -------- | ------- | ------- |
| Количество человек: | 512  | 566      | 529     | 533     |
| Разница:            |      | +10,54 % | −6,53 % | +0,75 % |

По данным последней официальной переписи 2011 года, численность населения Камьенки составляла 556 человек.